# Maria Papoila

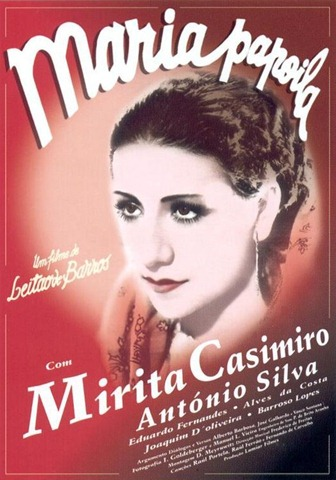
Affiche du film « Maria Papoila », 1937.

Maria Papoila est un film portugais réalisé par José Leitão de Barros, sorti en 1937.

## Synopsis
Maria Papoila, une jeune paysanne, quitte sa campagne pour Lisbonne. Elle y trouve un emploi de femme de chambre. En même temps, elle tombe amoureuse d'un soldat. Ce qu'elle ignore, c'est que le jeune homme est un fils de famille, Eduardo de Silveira, et qu'il n'a qu'un but, prendre du bon temps avec elle. 

## Fiche technique
- Titre original : Maria Papoila
- Année : 1937
- Réalisation : José Leitão de Barros
- Scénario : Alberto Barbosa, José Galhardo, Vasco Santana
- Musique des chansons : Raul Ferrão, Fernando de Carvalho, Raul Portela
- Décors : Fausto Albuquerque
- Costumes et chapeaux par : Ester Chagas
- Photographie : Isy Goldberger, Manuel Luis Vieira, Octavio Borbone, Willy Goldberger
- Montage : Peter Meyrowitz, Regina Frois
- Son : Paulo de Brito Aranha
- Maqullage : Antonio Vilar, Fernando de Barros
- Société de production : Filmes Lumiar
- Société de distribution : Sonore Filme
- Pays d'origine :  Portugal
- Langue : portugais
- Format : Noir et blanc – 1,37:1 – 35 mm – Mono
- Genre : comédie sentimentale
- Durée : 105 minutes
- Dates de sortie :
  - Portugal : 15 août 1937

## Distribution
- Mirita Casimiro : Maria Papoila
- Antonio Silva : Mr. Scott
- Eduardo Fernandes : Eduardo da Silveira
- Alves da Costa : Carlos
- Barrosos Lopes le gérant du casino d'Estoril
- Lino Ferreira : le père d'Eduardo